# 1945 في ألمانيا
فيما يلي قوائم الأحداث التي وقعت خلال عام 1945 في ألمانيا.

## أحداث
- 20 نوفمبر – محكمة نورنبيرغ
- 13 فبراير – قصف درسدن
- 16 أبريل – معركة برلين

## سياسة

### تعيين في المنصب
- 30 أبريل – أرتور زايس إنكفارت German Foreign Minister ‏، وزير الخارجية.
- 30 أبريل – يوزف غوبلز مستشار ألمانيا.
- 1 مايو – لوتس فون كروسيغ مستشار ألمانيا،German Foreign Minister ‏، وزير الخارجية.

### انتهاء فترة المنصب
- 23 أبريل – هيرمان غورينغ نائب المستشار.
- 30 أبريل – يواخيم فون ريبنتروب German Foreign Minister ‏.
- 1 مايو – يوزف غوبلز مستشار ألمانيا.
- 2 مايو – أرتور زايس إنكفارت German Foreign Minister ‏، وزير الخارجية.
- 9 مايو – فيدكون كفيشلينغ رئيس-الوزراء.
- 23 مايو – لوتس فون كروسيغ German Foreign Minister ‏، مستشار ألمانيا، وزير المالية الاتحادي، وزير الخارجية.

## ظهور
- 6 أكتوبر – زود دويتشي تسايتونج

## مواليد

### يناير
- 1 يناير – أكسل كوتش كاتب ومؤلف ألماني.
- 2 يناير – ميشيل زيوولكو لاعب كرة قدم فرنسي.
- 19 يناير – دراغان هولكر لاعب كرة قدم صربي.
- 28 يناير – جون بيركنز مؤلف أمريكي.

### مايو
- 9 مايو – يوب هاينكس لاعب ومدرب كرة قدم ألماني.
- 31 مايو – راينر فاسبيندر

### يونيو
- 11 يونيو – ديانا كيمبف
- 22 يونيو – راينر بروديرله سياسي ألماني.
- 26 يونيو – جوزيف فون ويستفالين صحفي ألماني.

### يوليو
- 15 يوليو – يورغين موليمان سياسي ألماني.
- 19 يوليو – جورج دزوندزا ممثل أمريكي.

### أغسطس
- 14 أغسطس – فيم فيندرز
- 20 أغسطس – يورغن هينريتش ممثل ألماني.

### سبتمبر
- 2 سبتمبر – هنري أرلند موسيقي ألماني.
- 11 سبتمبر – فرانتس بكنباور لاعب كرة قدم ألماني.
- 29 سبتمبر – مايكل بيلا لاعب كرة قدم ألماني.

### أكتوبر
- 3 أكتوبر – هانس مولر
- 4 أكتوبر – فيلفريد مولر كيميائي ألماني.

### نوفمبر
- 3 نوفمبر – غيرد مولر لاعب كرة قدم ألماني (1945–).

### ديسمبر
- 2 ديسمبر – ليزا كروزار ممثلة ألمانية.

## وفيات

### يناير
- 1 يناير – ألفريد دروشل (مواليد 1917) ضابط ألماني.
- 22 يناير – إلزه لاسكر شولر (مواليد 1869)

### فبراير
- 13 فبراير – دوروثيا كورينغ (مواليد 1880) لاعبة كرة مضرب ألمانية.

### مارس
- 1 مارس – آن فرانك (مواليد 1929)
- 12 مارس – فريدريش فروم (مواليد 1888)
- 31 مارس – هانس فيشر (مواليد 1881) كيميائي ألماني.

### أبريل
- 9 أبريل – أوغوستا فان بيلز (مواليد 1900)
- 9 أبريل – يوهان جورج ألسر (مواليد 1903)
- 11 أبريل – ألفرد ماير (مواليد 1891) سياسي ألماني.
- 20 أبريل – جوهانس سوبوتا (مواليد 1869)
- 20 أبريل – ماكس ميرهوف (مواليد 1874) مستشرق ألماني.
- 21 أبريل – فالتر مودل (مواليد 1891) ضابط ألماني.
- 25 أبريل – فالتر غروس (مواليد 1904) طبيب ألماني.
- 29 أبريل – هاينرش مولر (مواليد 1900)
- 30 أبريل – إيفا براون (مواليد 1912) عَشيقة وَرفيقة المُستشار الألماني أدولف هِتلر، وَزوجته لِمدة لَم تتجاوز 40 ساعة.

### مايو
- 1 مايو – ماغدا جوبلز (مواليد 1901) سياسي ألماني.
- 1 مايو – هانز كريبس (مواليد 1898)
- 1 مايو – يوزف غوبلز (مواليد 1897)
- 2 مايو – مارتين بورمان (مواليد 1900)
- 5 مايو – بيتر فان بيلز (مواليد 1926)
- 23 مايو – هاينريش هيملر (مواليد 1900) سياسي ألماني.
- 24 مايو – روبرت فون غريم (مواليد 1892)

### يونيو
- 4 يونيو – جورج كايزر (مواليد 1878)
- 18 يونيو – جيرهارد هوفمان (مواليد 1880) فيزيائي ألماني.

### يوليو
- 2 يوليو – ماكس هورتن (مواليد 1874)
- 17 يوليو – إرنست بوش (مواليد 1885) عسكري ألماني.

### سبتمبر
- 19 سبتمبر – أرش بروينلش (مواليد 1892)
- 22 سبتمبر – هاينريش فولفجانج زايدل (مواليد 1876) كاتب ألماني.
- 24 سبتمبر – هانز غايغر (مواليد 1882) فيزيائي ألماني.

### أكتوبر
- 30 أكتوبر – جورج الكسندر (مواليد 1888) ممثل ألماني.

### نوفمبر
- 22 نوفمبر – هانس وينكلر (مواليد 1877) عالم نبات ألماني.
- 26 نوفمبر – أدولف زيلر (مواليد 1871) مهندس معماري ألماني.
- 30 نوفمبر – لودفيغ ديلز (مواليد 1874) عالم نبات ألماني.

### ديسمبر
- 9 ديسمبر – هانز دومينيك (مواليد 1872)
- 13 ديسمبر – إيرما غريس (مواليد 1923)
- 13 ديسمبر – جوانا بورمان (مواليد 1893)
- 13 ديسمبر – فريدريش أولتمان (مواليد 1860)
- 16 ديسمبر – موريتز كورت دنتر (مواليد 1868) عالم نبات ألماني.